# Gehoornde God (wicca)
De Gehoornde God is een van de twee belangrijkste goden in de  neopaganistische religie van wicca. Hij is naargelang de wiccagroepering bekend onder verschillende namen, en vertegenwoordigt het mannelijke deel van deze duotheistische religie, waarbij het andere deel vertegenwoordigd wordt door de vrouwelijke Drievoudige Godin. In het wiccageloof wordt hij geassocieerd met natuur, wildernis, seksualiteit, jacht en de levenscyclus.
De Gehoornde God krijgt verschillende namen en bijnamen door verschillende groepen en wiccatradities:
- Gardneriaanse traditie: Doreen Valiente, een voormalige hogepriesteres van de Gardneriaanse traditie, beweerde dat in Gerald Gardners Bricket Wood coven naar de god werd verwezen met de naam Cernunnos, of Kernunno (dat is een Gallo-Keltische woord voor "de gehoornde"), of als Janicot.
- Alexandrijnse traditie: Stewart Farrar, een hogepriester van de traditie van Alex Sanders verwees naar de Gehoornde God als Karnayna, waarvan hij geloofde dat het een verbastering was van het woord 'Cernunnos'. De historicus Ronald Hutton suggereerde dat het eerder afgeleid was van de Arabische term "Dhu'l Karnain"  wat "de gehoornde" betekende.
- In de traditie die Robert Cochrane volgt (Cochrane's Craft) wordt de Gehoornde God vaak aangeduid met een Bijbelse naam: "Tubal-Kaïn", die volgens de Bijbel de eerste smid was.

- In de traditie van neopaganistische Stregheria, opgericht door Raven Grimassi en gebaseerd op de werken van Charles Godfrey Leland, heeft de Gehoornde God verschillende namen, waaronder Dianus, Faunus, Cern en Actaeon.